# Maragtas-Legende
Die Maragtas-Legende ist eine Legende, die in der vorkolonialen Ära auf der Insel Panay auf den Philippinen spielt. Nach heutigem Wissen entstand sie erst im 20. Jahrhundert, ist aber auf Panay und den Philippinen immer noch populär. Sie wurde 1907 von Pedro Monteclaro in der Sprache Hiligaynon veröffentlicht. Monteclaro stammte aus der Provinz Iloilo. Er berief sich auf zwei Manuskripte, über die er schrieb:

„[...] akon diri igasambit nga duha ka talamdan ang akon naayap […]  ("Ich möchte hier betonen, dass ich zwei Dokumente erhalten habe")“

Die Existenz dieser Schriftstücke wurde jedoch nie von anderen Schriftstellern oder Wissenschaftlern bestätigt.
Die Legende, wie Montecarlo sie niederschrieb, besagt, dass im Jahr 1240 zehn Datus an den Küsten der heutigen Provinz Iloilo landeten. Sie kamen von der Insel Bornay (Borneo) und waren auf der Flucht vor dem Tyrannen Rajah Makatunao. In einer mondlosen Nacht am 15. April 1240 stachen sie mit ihren Familien, Soldaten, Sklaven und Beratern in großen Balangays in See, auf der Suche nach einem Platz, wo sie in Frieden und Harmonie leben könnten. Sie landeten auf Panay, um dort Land gegen das Gold einzutauschen, das sie mitführten. In der Legende heißt es weiter, dass unter der Führung des Datu Sumakwel eine Konföderation von Madya-as entstanden sei.
1938 fügte Guillermo Santiago-Cuino der Legende noch den Mythos vom Gesetz von Maragtas, auch bekannt als das Gesetz des Sumakwel, hinzu und überraschte damit die Historiker. Er behauptete, alte Schriften am Berg Madya-as in den Central-Panay-Berge entdeckt zu haben. Der Text erschien unter dem Titel El Codigo de Maragtas am 20. Februar 1938 in der Zeitung El Debate. Nach Santiago-Cuinos Darstellung soll das Gesetz von Maragtas bereits um das Jahr 1221 entstanden sein, also zwei Jahrhunderte vor dem Gesetzbuch von Kalantiaw.

## Kontroverse
Noch heute werden die Legenden von philippinischen Politikern und Historikern unterstützt und an den Schulen der Philippinen als Geschichte gelehrt, da sie der jungen Nation der Philippinen eine schriftliche vorkoloniale Geschichte geben. William Henry Scott zog 1968 als erster in Zweifel, dass es sich tatsächlich um geschichtliche Ereignisse handelt. Dies erfolgte in seiner Doktorarbeit an der Päpstlichen und Königlichen Universität des heiligen Thomas von Aquin in Manila, was von der Prüfungskommission mit Unverständnis aufgenommen wurde. Nach dem heutigen Stand der Wissenschaft gibt es weder schriftliche noch archäologische Zeugnisse, die die Legenden als authentische historische Ereignisse stützen.

## Trivia
Der Mythos der Ankunft der zehn Datus wird seit den 1950er Jahren in der Stadt Kalibo, Provinz Aklan, mit dem Santo-Niño-Festival gefeiert.